# Salamina (miasto)
Salamina (gr. Σαλαμίνα) – miasto w Grecji, na wyspie Salamina, w administracji zdecentralizowanej Attyka, w regionie Attyka, w jednostce regionalnej Wyspy. Siedziba gminy Salamina. W 2011 roku liczyło 25 370 mieszkańców. Ośrodek turystyczny, ruchliwy port promowy Palouka, wielu linii i port towarowy o nazwie Salamina, o ruchu do kilku małych statków dziennie. Podczas II wojny światowej baza U-Bootów (październik 1941-maj 1942). Na skraju miasta, podobnie jak miało to miejsce w czasach starożytnych, zlokalizowana jest największa z greckich baz morskich i siedziba dowództwa greckiej marynarki wojennej Polemiko Naftiko.